# Sylvisorex konganensis
Sylvisorex konganensis es una especie de musaraña de la familia Soricidae.

## Distribución geográfica
Es endémica de la República Centroafricana.

## Hábitat
Su hábitat natural son: zonas tropicales o subtropicales, de bosques de baja altitud.